# Europa-Park
Europa-Park  es uno de los parques temáticos más grandes de Europa. Se encuentra localizado en Rust, en el estado federado de Baden-Wurtemberg, entre Friburgo de Brisgovia y Estrasburgo, en Alemania. Cubre un área de 95 hectáreas, veinte áreas temáticas ofrecen alrededor de cien atracciones, incluyendo espectáculos y dieciséis montañas rusas. El parque también incluye seis hoteles, un camping, una zona de tipis, un cine y un centro de conferencias.
La mascota del parque es un ratón gris, llamado Euromaus ("Eurorratón"), aunque hay muchos otros personajes que viven en el parque.
Según el índice temático AECOM 2020, Europa-Park ocupa el puesto 19 entre los 25 parques temáticos más visitados del mundo y es el tercer parque temático más visitado de Europa después de Disneyland Paris y Efteling, así como el parque temático de temporada más visitado del mundo.

## Historia
En 1958, Franz Mack (1921–2010) se hizo cargo de la empresa familiar, Mack GmbH & Co. KG (ahora Mack Rides), junto con sus hermanos. Junto con su hijo Roland (nacido en 1949), visitó los EE. UU. en 1972 y se inspiró para abrir un parque temático en Alemania como un sitio de exhibición para las atracciones de feria construidas por su compañía, incluyendo atracciones planas, atracciones oscuras, toboganes de troncos, paseos en barco remolcador y montañas rusas.  En un principio, el parque fue planeado para estar ubicado en Breisach. Fue llamado "Europa-Park" por el cercano Europaweiher de Breisach, un pequeño lago artificial que conmemora una encuesta piloto histórica celebrada en Breisach en 1950, en la que el 95,6% de los votantes estaban a favor de la unificación europea. El sitio de Breisach se consideró inadecuado debido al riesgo de inundaciones, y el proyecto se trasladó unos 30 kilómetros (19 millas) más al norte, donde los Macks compraron el parque del castillo de Balthasar en Rust.  Se adquirió un parque de cuento de hadas adyacente como sitio adicional.
El parque se inauguró el 12 de julio de 1975 con una superficie de 16 hectáreas. Inicialmente, la gestión estuvo a cargo de Franz Mack. 
Europa-Park abrió sus puertas el 12 de julio de 1975, impulsado por la compañía de entretenimiento Mack Rides y el Ayuntamiento de Estrasburgo. Posteriormente, los hijos de Frank Mack, Roland y Jürgen, se unieron a la administración. El primer año recibió 250.000 visitantes; el segundo, 700.000; y en 1978 superó el millón.
El parque recibió 5,4 millones de visitantes en 2022. Junto con Rulantica, el complejo turístico tuvo más de seis millones de visitantes.  Ese mismo año, el jurado del Golden Ticket Award de la revista estadounidense Amusement Today votó a Europa-Park como el "mejor parque temático del mundo" por octavo año consecutivo.
El 19 de junio de 2023, se produjo un incendio en una sala de control. Se cree que fue causado por la corrosión del cableado. El incendio obligó a evacuar el parque y atrajo a 450 bomberos y personal de emergencia al lugar. El incendio fue controlado, con solo dos bomberos heridos leves, y el parque reabrió al día siguiente.

El 26 de abril de 2024, Voltron Nevera abrió sus puertas al público. Esta montaña rusa se encuentra en la zona croata, la 17.ª zona temática del parque. 

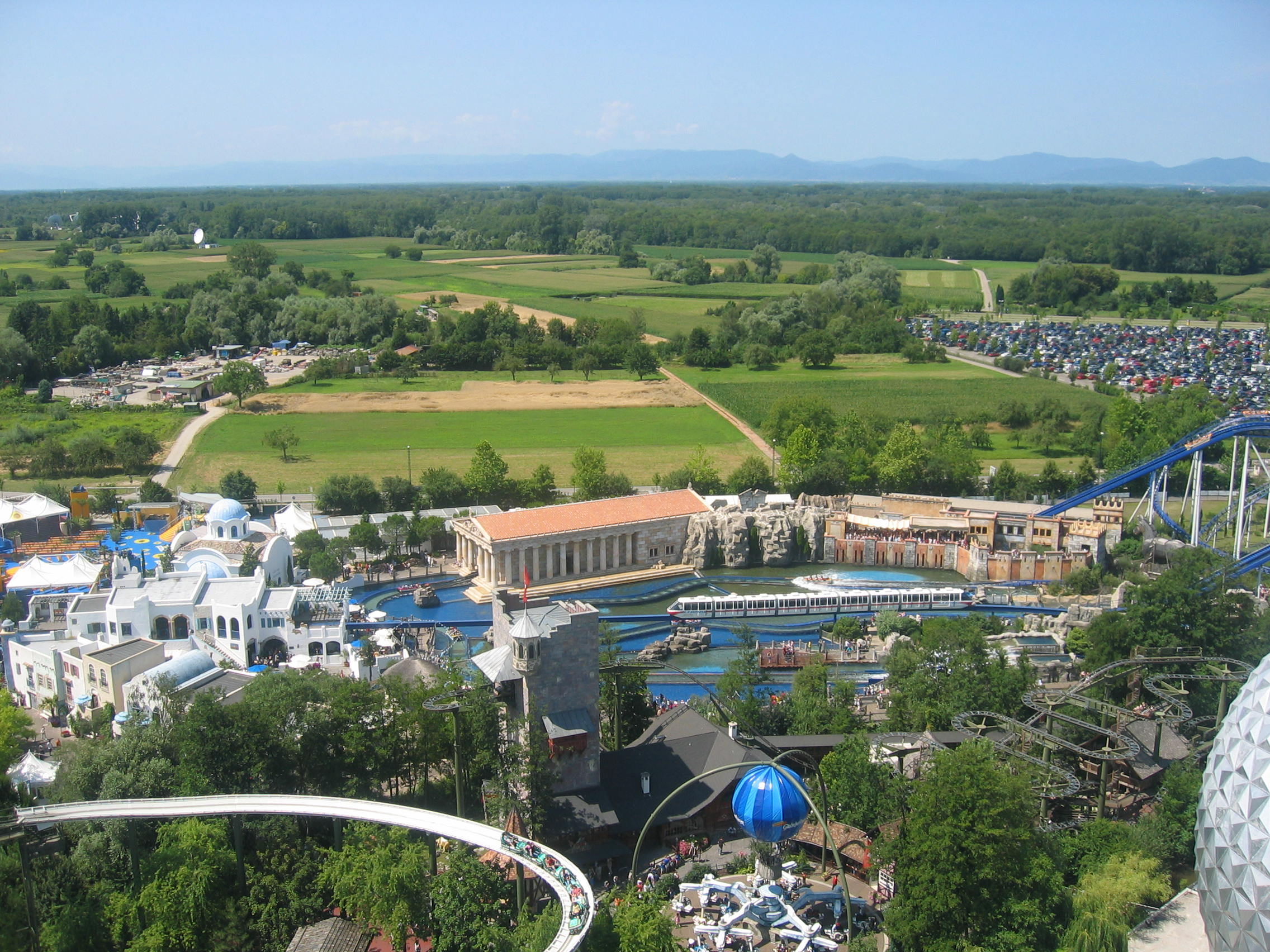
Vista desde Euro-Tower sobre el parque y el área de Grecia

## Atracciones

### Abenteuerland
- African Queen
- Dschungel-Floßfahrt
- Wasserspielplatz

### Germany
- Elfenfahrt
- EP-Express Station "Alexanderplatz"
- Jim Knopf – Reise durch Lummerland
- Marionetten-Bootsfahrt
- Narrenscheune Museum
- Oldtimer-Fahrt-Vintage Cars
- Panoramabahn Bahnhof Deutschland
- Schatzkammer
- Voletarium

### England
- Arena of Football - Be Part of It!
- Crazy Taxi
- FootballScooter
- London Bus
- Panoramabahn Paddington Station
- Shooting Gallery
- Silverstone-Piste
- The British Carousel
- Wasserweg

### Frankreich

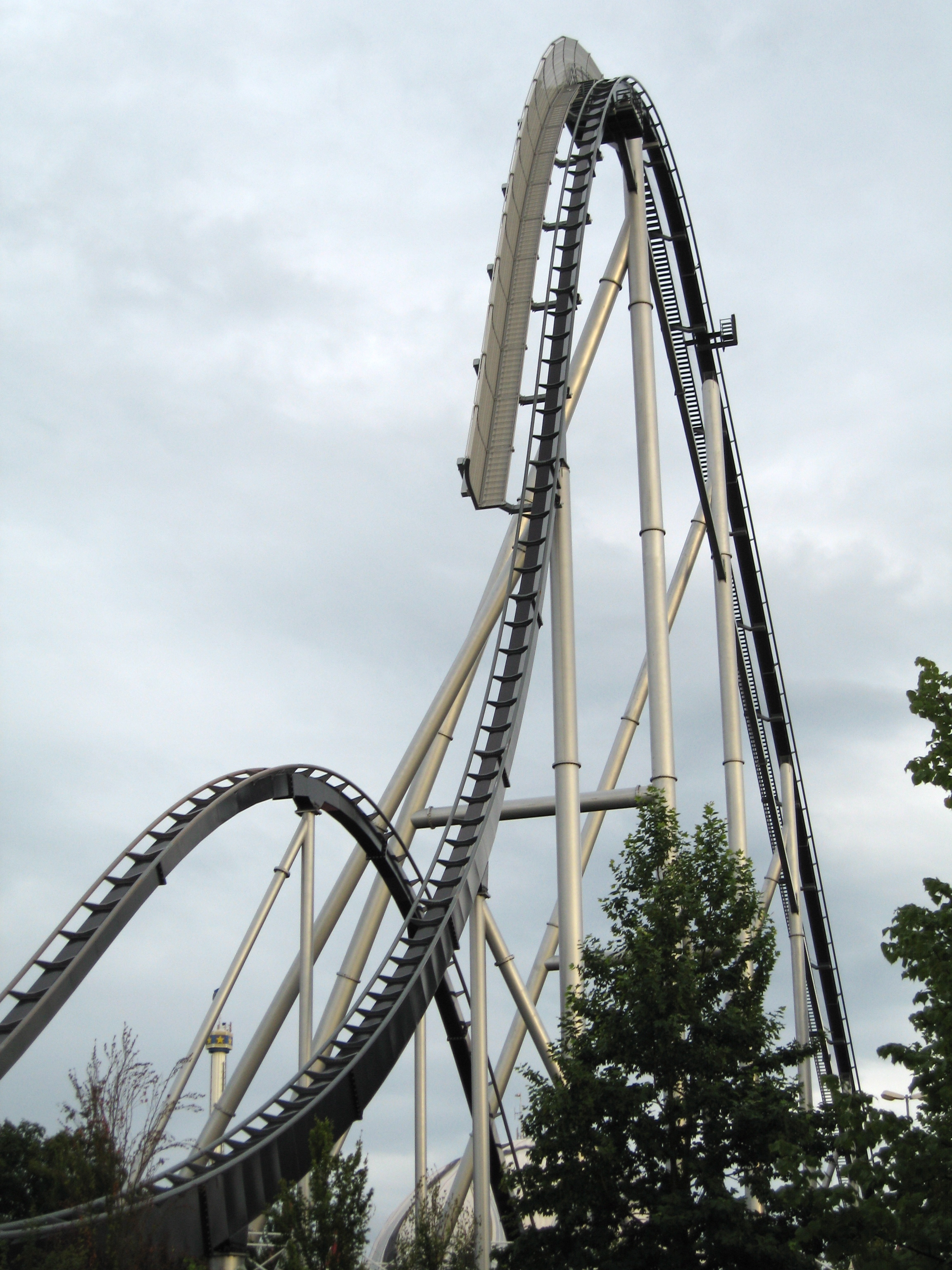
Silver Star

- Euro-Tower
- Eurosat - CanCan Coaster
- Eurosat Coastiality
- Madame Freudenreich Curiosités
- Mercedes-Benz Hall MONACO
- Silver Star

### Griechenland
- Abenteuer Atlantis
- EP-Express Station "Griechenland"
- Fluch der Kassandra
- Flug des Ikarus

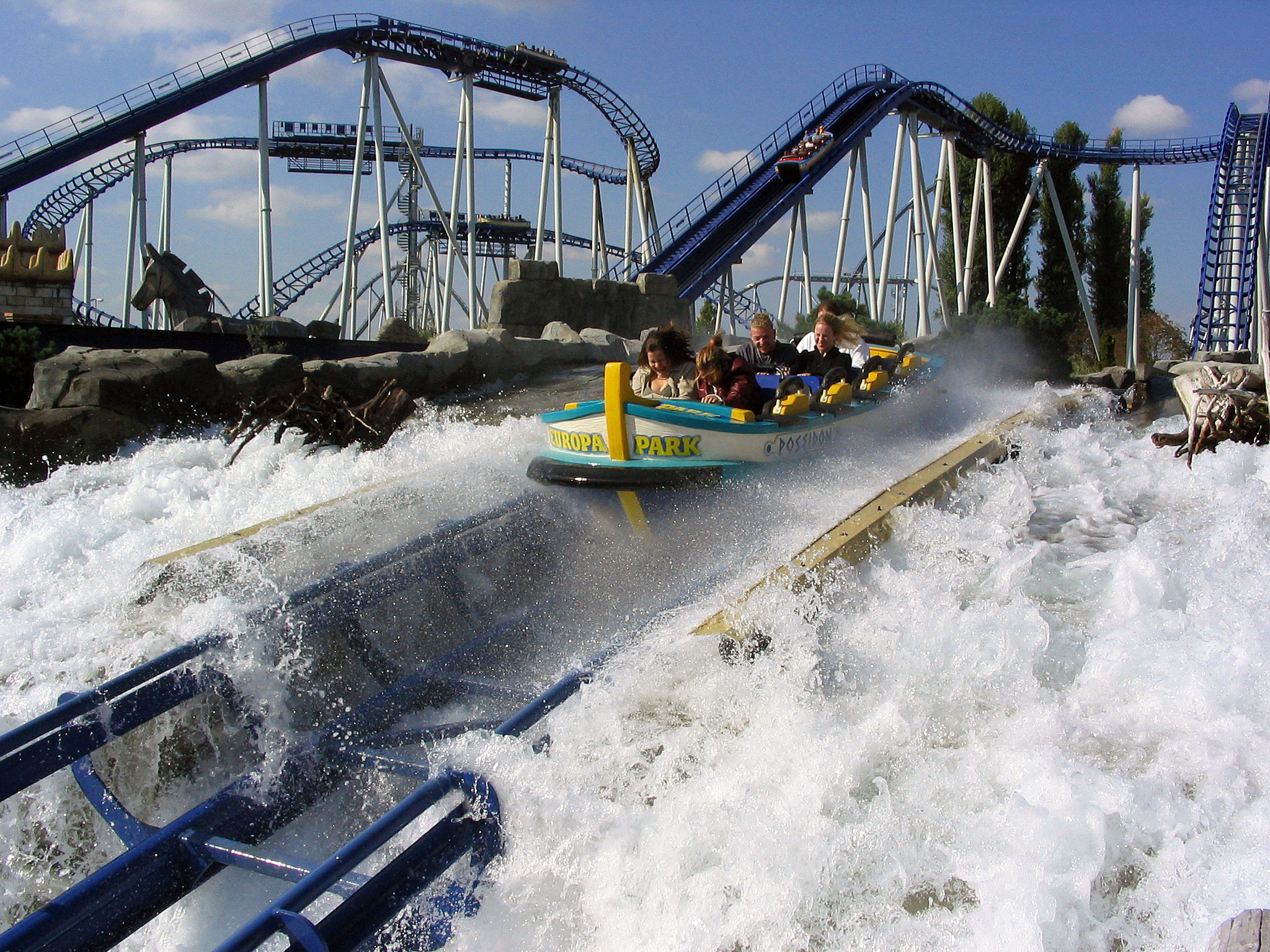
Wasserachterbahn Poseidon

- Pegasus - Die YoungStar Achterbahn
- Wasserachterbahn Poseidon

### Grimms Märchenwald
- Frau Holle
- Froschkönig
- Grimm Bibliothek – Märchenwaldkino
- Märchengalerie: Käthe Kruses Puppenausstellung
- Hänsel und Gretel
- Rapunzel
- Rotkäpppchen
- Tischlein deck dich!
- Wichtelhausen

### Holland
- Ballpool
- Fliegender Holländer
- JUNIOR CLUB Studios
- Koffiekopjes
- Mini-Scooter
- Roter Baron
- Wackelbücke mit Wendelrutsche

### Irland — Welt der Kinder
- Ba-a-a Express
- BIG-Bobby-Car Parcours
- Dancing Dingie
- Limerick Castle
- Little Lamb’s Land
- Old Mac Donald’s Tractor Fun
- Paul’s Playboat
- Quipse Paddle Boats
- Sheep Rock
- Spinning Dragons
- Tower Tow

### Island

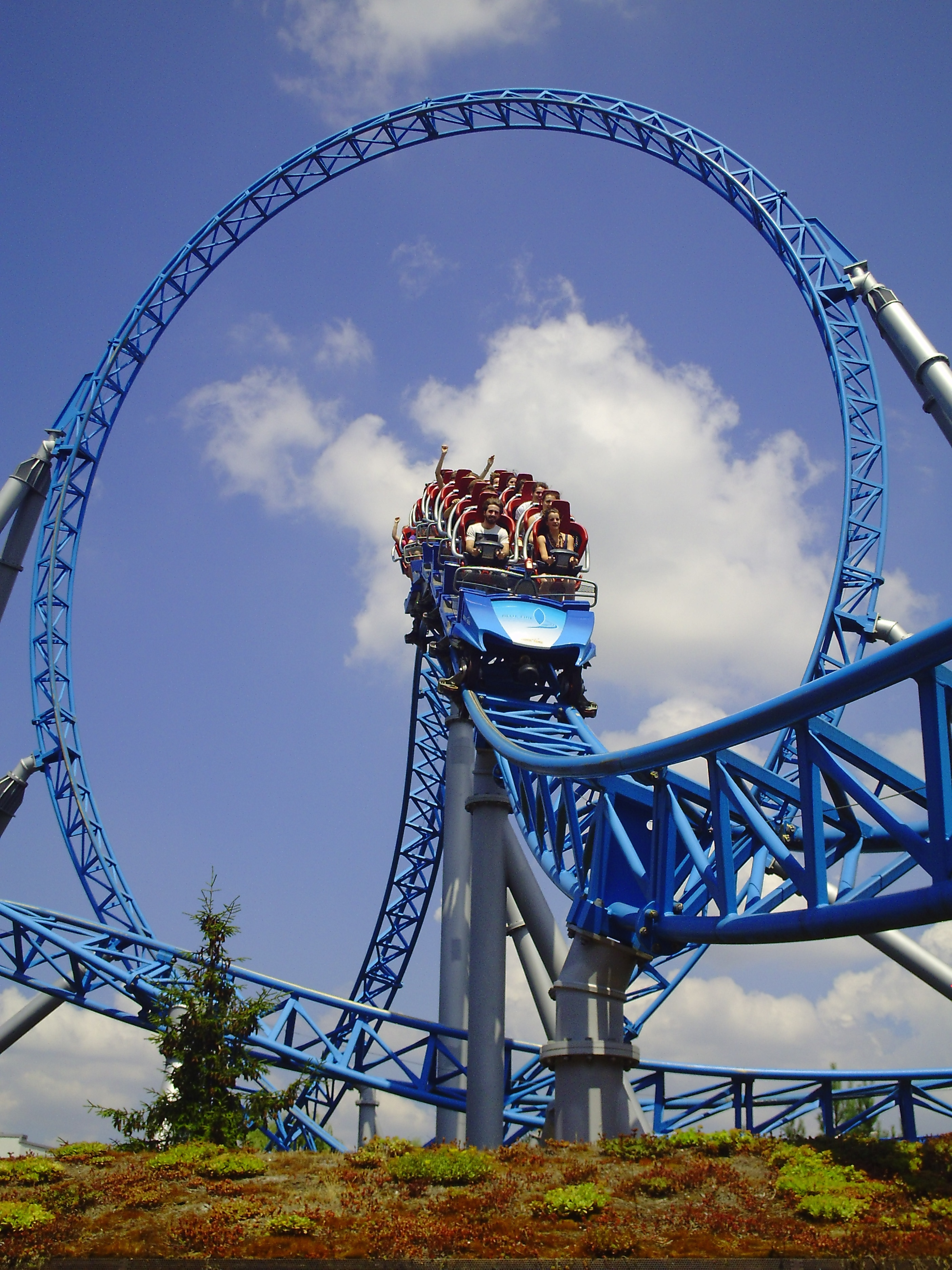
blue fire Megacoaster powered by Nord Stream 2

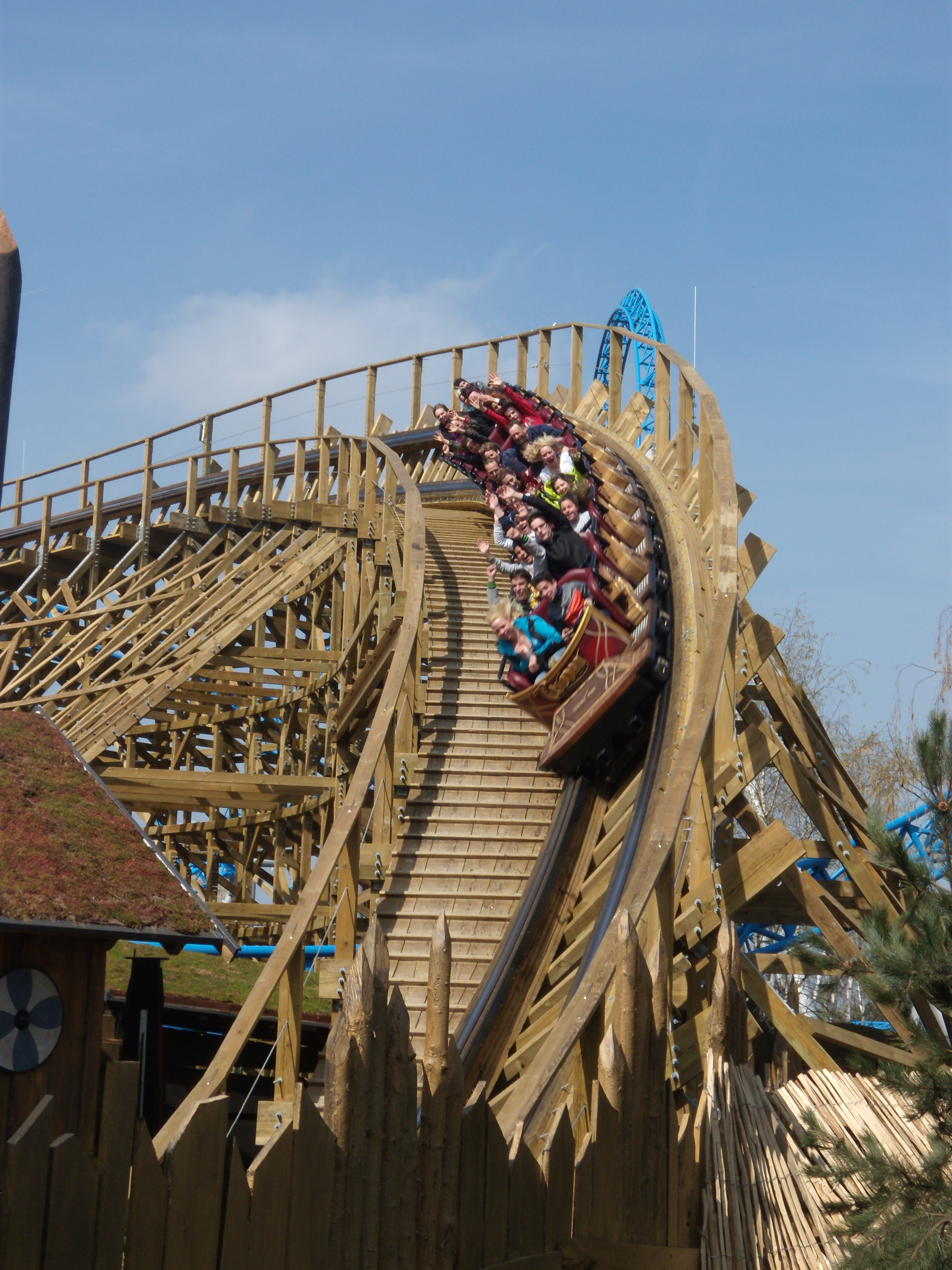
WODAN - Timburcoaster

- blue fire Megacoaster powered by Nord Stream 2
- Lítill Island – Hansgrohe Kinderwasserwelt
- Monorail-Bahn Station Island
- Nord Stream 2 Dome
- Whale Adventures — Northern Lights
- WODAN - Timburcoaster

### Italien
- Geisterschloss
- Piccolo Mondo
- Volo Da Vinci

### Königreich der Minimoys

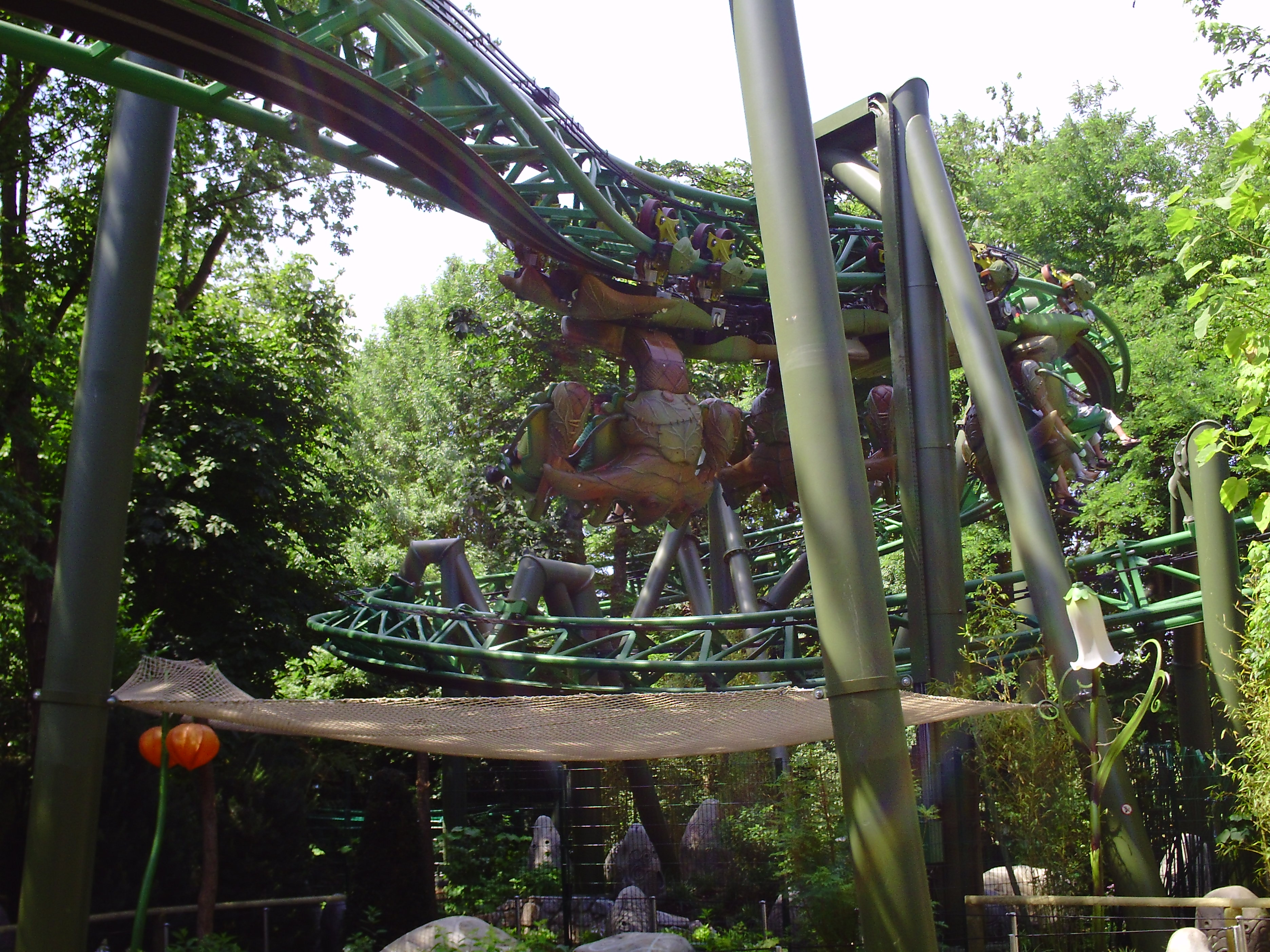
ARTHUR

- ARTHUR
- Minos Spielecke
- Mül-Müls Karussell
- Poppy Towers
- Wurzelrutschen

### Luxemburg
- Monorail-Bahn Station Luxemburg
- Reise nach Rulantica

### Österreich

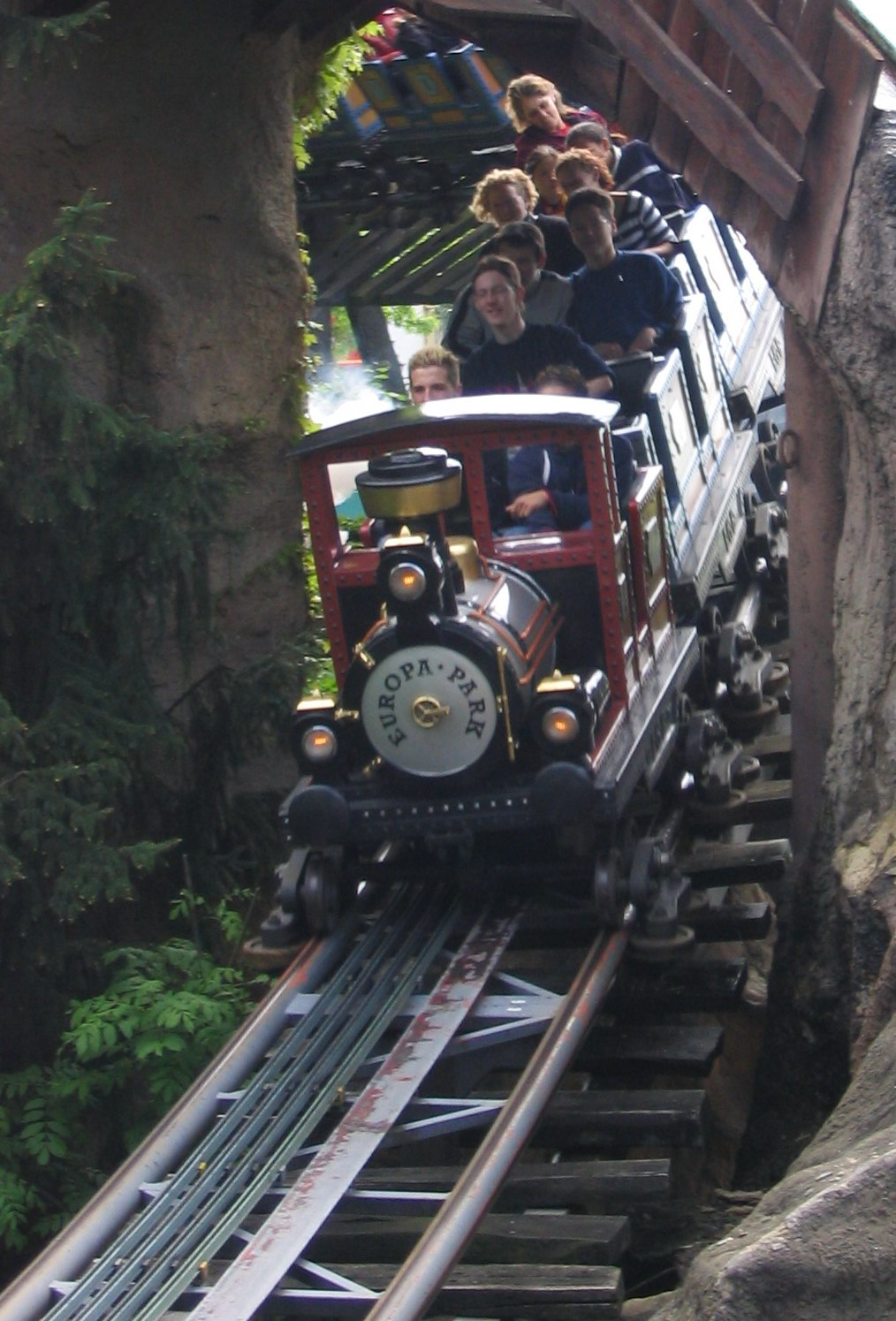
Alpenexpress "Enzian"

- Alpenexpress "Enzian"
- Spielplatz Würmchen Wies’n
- Tiroler Wildwasserbahn
- Wiener Wellenflieger

### Portugal
- Atlantica SuperSplash

Atlantica SuperSplash

- Casa da Aventura — das Quipse Haus

### Russland

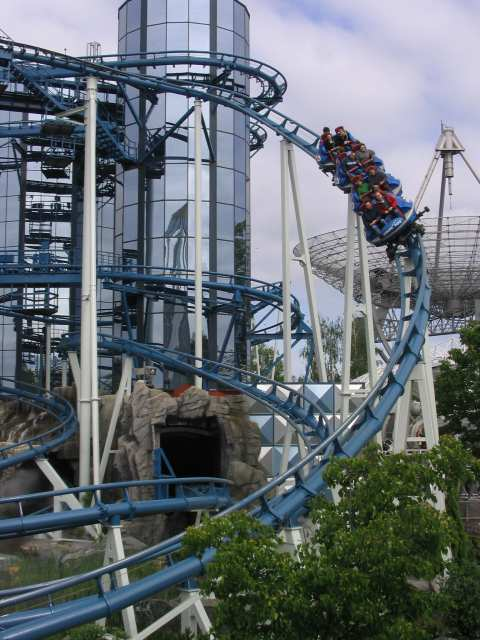
Euro-Mir

- Euro-Mir
- Lada Autodrom
- Panoramabahn Bahnhof Russland
- Russisches Handwerk
- Schlittenfahrt Schneeflöckchen

### Schweiz

Matterhorn-Blitz

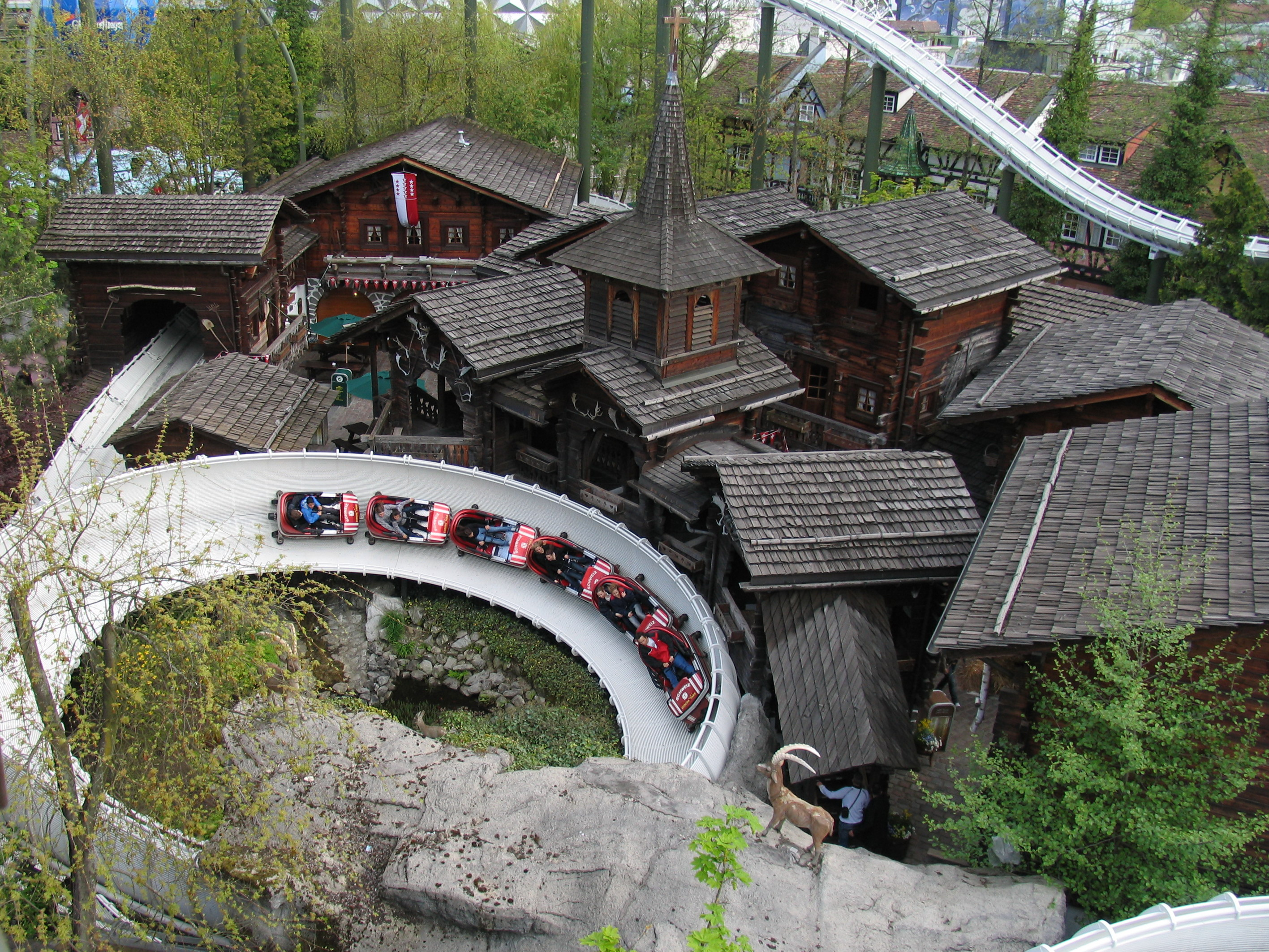
Schweizer Bobbahn

- Jungfrau-Gletscherflieger
- Matterhorn-Blitz
- Schellen-Ursli Haus
- Schweizer Bobbahn

### Skandinavien
- Fjord Rafting
- Snorri Touren
- Vindjammer
- Wackelsteg und Seilfähre

### Spanien
- Abenteuerspielplatz
- EP-Express Station "Spanien"
- Feria Swing
- Kolumbusjolle
- Panoramabahn Bahnhof Spanien

## Espectáculos

### England
- Times-The Show

### Frankreich
- Abendkino: Jim Knopf und Lukas der Lokomotivführer (Magic Cinema)
- Das Zeitkarussell
- Happy Family
- Kino: Jurassic World - Das gefallene Königreich (Magic Cinema)
- Wasser-Fontänen-Show ‚‚Fraternité‘‘

### Griechenland
- Paddington on Ice - The Marmalade Mission
- The Secrets of Gravity

### Grimms Märchenwald
- Die Rettung des Märchenwaldes

### Hotel Bell Rock
- Rhode Island Waterfire

### Irland – Welt der Kinder
- Ed un die Piraten
- Meet Ed or Friends
- Vor einer Million Jahren - Marionetten-Show

### Italien
- Cabaret Italiano
- Chinesischer Nationalzirkus
- Goodbye Show
- Karneval in Venedig
- Rulantica - The Musical
- Schillernde Illusionen ‚‚Bella Bolla‘‘

### Russland
- Ed’s Party Parade – Let’s Dance!

### Spanien
- El Rincón
- Der dunkle Prinz
- Spanisch-Maurische Nacht (Bodega)

## Restaurantes

### Abenteuerland
- Colonial Food Station (internacional)
- Crocodile Bar (internacional)
- Restaurant SPECIES – Küchen der Welt (internacional)

### Deutschland
- Bayrisch-Badischer Biergarten (alemán)
- Burger Bär (estadounidense)
- Picknickplatz Deutschland (merendero)
- Picknickplatz Schlosspark (merendero)
- Schloss Balthasar (alemán)
- Schwarzwälder Vogtshaus (alemán)
- SWR3 Rock-Café (estadounidense)
- Walter's Wurst Bude (alemán)

### England
- Arena of Football – Coca-Cola SportsBar (internacional)
- The Three Piglets (internacional)

### Frankreich
- Bistró La Cigale (francés)
- Chez Marianne (francés)
- Crêperie Nadine (francés)
- Elsässer Holzofenbäckerei (francés)
- Happiness Station Silver Star (heladería)
- Motorsportsbar (internacional)
- Restaurant Mille Fleurs (internacional)
- Restaurant Petit France (francés)
- Tarte Flambée Flammkuchenstad (francés)

### Griechenland
- Atlantis-Snack (griego)
- Taverna Mykonos (griego)

### Holland
- Bamboe Baai (asiático)
- Friethuys (holandés)
- Molencafé (holandés)

### Irland — Welt der Kinder
- The O’ Mackay’s Cafe and Pub (irlandés)

### Island
- Kaffi Hús (internacional)
- Moby Dick Hot Dogs (de la parrilla)
- Picknickplatz Wodan (merendero)

### Italien
- Café Benedetto (internacional)
- Eisdiele Italien - Gelato (helados)
- glückskind-Lounge by dm (alimentos para bebés)
- Mario’s Pizza (italiano)
- Pastaria di Enzo (italiano)
- Pizzeria Venezia (italiano)
- Waffelbäckerei (italiano)

### Königreich der Minimoys
- Jack's Deli (internacional)

### Luxemburg
- Donuts Stand (internacional)
- FoodLoop - das weltweit 1. Loopingrestaurant (internacional)
- Melusina Snacks & Drinks (internacional)

### Österreich
- ERDINGER Weißbiergarten (alemán)
- Restaurant Seehaus (internacional)

### Portugal
- Casa Atlántica (mediterráneo)
- Magellan Lounge (bar)

### Russland
- CMAK - Russian Food & Burgers (internacional)

### Schweiz
- Bobbhan Snack (bebidas)
- Walliser Stuben (internacional)
- Walliser Weinkeller (internacional)

### Skandinavien
- Fiskehuset (internacional)
- Fjord Restaurant (escandinavo)
- Is Huset (helados)

### Spanien
- Bodega (español - internacional)
- Don Quichotte (español)
- Sancho Panza Spanish Streetfood (español)

## Premios
Fue considerado el mejor parque temático del mundo según The Golden Tickets Awards por ocho años consecutivos.